# Concertato
Le concertato (ou encore stile concertato) est une forme musicale apparue au tout début de l'époque baroque. Elle est caractérisée par le fait que plusieurs groupes vocaux ou instrumentaux se partagent une mélodie, généralement en alternance, et toujours accompagnée d'une basse continue. Le terme vient de l'italien concerto, qui signifie  « jouer ensemble ».  On emploie aussi ce terme pour décrire une œuvre musicale, dont la structure rappelle le concertato des premiers compositeurs baroques, on parle alors de « stile concertato ».
Le concertato s'est développé à Venise à la fin du XVIe, et est généralement associé à Giovanni Gabrieli et à la basilique Saint-Marc. En effet, c'est dans ce lieu que le chant antiphonique (ou encore la « polychoralité », en italien cori spezzatti qui signifie « chœurs brisés ») se développa dès la fin de la Renaissance (via l'école vénitienne), en raison de la particularité architecturale de la basilique, présentant un grand nombre de petits balcons et surtout deux galeries se faisant face de part et d'autre de la nef centrale et qui obligeaient les chœurs à se séparer en plusieurs groupes. C'est de cette contrainte, qui complexifiait, par exemple, l'exécution d'unissons parfaits, qu'est issu le concertato, puisque les compositeurs, tels Gabrieli, ont commencé à chercher une nouvelle manière d'occuper l'espace sonore de manière équitable, tout en distribuant les voix à plusieurs groupes (avec ou sans l'orgue). Les innovations des auteurs étant très régulièrement présentées au public, le concertato devint rapidement populaire dans tout le Nord de l'Italie, puis en Allemagne, dans toute l'Italie, et s'étendit bientôt à toute l'Europe de l'Ouest. Il est à l'origine de la plupart des nouvelles formes musicales qui lui succédèrent, tels le concerto, la symphonie, ou encore le motet baroque et la cantate.

## Compositeurs notables
- Giovanni Croce
- Ignazio Donati
- Andrea Gabrieli
- Giovanni Gabrieli
- Alessandro Grandi
- Johann Kaspar Kerll
- Claudio Monteverdi
- Johann Pachelbel
- Michael Praetorius
- Samuel Scheidt
- Johann Schein
- Heinrich Schütz
- Lodovico Viadana